# Dandi

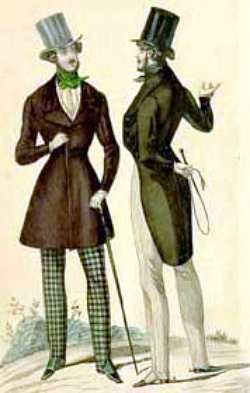
Dandis franceses de la década de 1830.

Un dandi (del inglés dandy; y llamado catrín en algunos países de Centroamérica) es un arquetipo de persona muy refinada en el vestir, con grandes conocimientos de moda, proveniente de la burguesía, con una fuerte personalidad y poseedora de nuevos valores como la sobriedad o el uso de los avances traídos por la Revolución Industrial, que acabaría convirtiéndose en un referente para su época.
La corriente asociada al dandi se denomina «dandismo», sin estar claro el origen de la palabra ni si su procedencia fue más literaria que real o al revés, pero nació en la sociedad inglesa y sobre todo francesa de finales del siglo XVIII. Con posterioridad se iría expandiendo a otras naciones llevada por personas que habían residido en Londres y sobre todo París. El dandismo se convirtió en un referente para la moda masculina, para los valores y para las costumbres de las sociedades europeas muy agitadas por las distintas revoluciones acaecidas entre los siglos XVIII, XIX y principios del XX. Esta corriente fue contestataria con la sociedad de su época y con movimientos como el romanticismo del que pretendía separarse. Aunque fracasados vitalmente, los seguidores del dandismo contribuyeron a crear la moda masculina actual, así como el concepto de celebridad, el de derechos de imagen y el de tribu urbana.
El final de los dandis es discutido, como también lo es su propia existencia. Para académicos como Félix de Azúa, este llega con la Guerra franco-prusiana y la Primera Guerra Mundial. Para autores como Page-Fort, la figura del dandi volvió a surgir en el cine tras las dos guerras mundiales y puede considerarse que aun perdura de una forma u otra en nuestros días. Asimismo, las monografías existentes discuten si fue un movimiento meramente masculino o, por el contrario, debería mencionarse también a mujeres dandis.

## Polémica sobre su existencia y origen etimológico
Según Félix de Azúa el dandi nunca ha existido como tal, es un producto de la ficción. Así el académico español afirma: «El dandi no existe, nunca ha existido en su perfección absoluta. Es un ideal. Ha habido aproximaciones al dandi que son las que nos permiten hablar de él como una figura determinada de la prehistoria del capitalismo». Añade que se debe a la literatura la creación del mito, contabilizándose en Inglaterra unas 50 novelas con un dandi como protagonista publicadas entre 1825 y 1830, unas 10 por año.
Sin estar en contra, Bernard Howells, en su obra sobre el dandi francés Baudelaire, reproduce una frase de Jules Barbey d'Aurevilly en la que afirma: El dandi solo existe cuando hay ojos, los suyos u otros, para mirarlo. Como una imagen en el espejo que desaparece cuando no hay nadie para mirarla. Por lo tanto, sí da la idea de que existieron, al menos en algún momento.
Por su parte,Page-Fort (2011, p. 7) difiere del punto de vista según el cual los dandis no hayan existido. Pese a recoger opiniones que matizan su parecer en su obra The English Dandy (sic.), el autor de la Universidad de Connecticut afirma: «Mientras ha habido historia, han existido los dandis, de una forma u otra, en cada pueblo, en cada esquina del mundo».
Para Luis Antonio de Villena el dandismo se ciñe al vestir:

Un dandi es una persona que utiliza el vestido como una manera de disidencia, es decir, se viste bien, con prendas buenas, pero nunca como los demás. Introduce elementos transgresores en su forma de vestir: Lord Byron vestido de turco; ningún inglés de inicios del siglo XIX vestía de ese modo. El dandismo es ponerse prendas que puedan llamar la atención, dentro de un aire de elegancia, pero que a la vez destaquen.
Luis Antonio de Villena

Por tanto, no hay acuerdo sobre su existencia ni cuales son o no son dandis. Consultando distintas fuentes obtenemos distintas listas de creadores, difusores o seguidores del dandismo. Para autores como Clare Jerrold, Beau Nash sería un auténtico dandi, como D'Orsay y otros posteriores. Por el contrario, académicos como Azúa encuadran a Beau Nash entre los antecedentes del dandismo.
Desde el punto de vista etimológico tampoco hay acuerdo, ni siquiera conocimiento cierto del origen de la palabra. El vocablo dandi y su original inglés dandy son de origen desconocido. Aún nadie ha logrado dar una etimología indiscutible y, por tanto, ninguna de las explicaciones siguientes es convincente. El profesor de estética Félix de Azúa atribuye dos posibles procedencias de la palabra, pero afirmando que ninguna de las dos es clara:
- Jack Dandy: individuo de la frontera entre Inglaterra y Escocia que en las fiestas vestía de forma estrafalaria.
- Diminutivo de Andrew: quizá por alguna persona con ese nombre que destacó por su forma de vestir.

## En México
Dandy, encontró su significado Catrín en México en el siglo XIX, aunque ya más formalmente en la Revolución Mexicana, mundialmente en 1945. Eran hombres de alta alcurnia, imitando a los caballeros de la alta sociedad de Europa, y la sociedad de ese entonces, y el múltiple veces presidente Porfirio Díaz, estaban muy influenciados por la alta sociedad de Francia,donde los catrines tenían su privilegiado lugar, tanto los funcionarios de gobierno como los miembros de la alta sociedad. Así mismo y consecuencia nació catrina, aunque tomo más fuerte y popular otro significado, a raíz de una pintura de José Guadalupe Posada. 

## Antecedentes
Si nos referimos únicamente al vestir y el comportamiento podemos encontrar personas preocupadas en extremo por su apariencia y sus modales en todas las culturas y épocas, tanto mujeres como hombres. De la misma manera las fuentes históricas recogen gran cantidad de personas altaneras con los poderes hasta entonces establecidas. Algunos casos pueden ser:
- Alcibíades en la Grecia clásica.[8]
- Julio César en la Roma Republicana.[13]
- Beau Nash, el «rey de Bath» en el siglo XVIII,[14] miembro de los macaroni inmortalizados ya en la canción «Yankee Doodle».
- Joaquín Murat en la Francia revolucionaria.

Se podría seguir con más ejemplos porque la vestimenta siempre ha sido un elemento importante para los seres humanos. No solo por proteger del calor y del frío, sino por ser un indicativo del estamento social que se ocupaba. Pero el dandismo no es solo la vestimenta llamativa y unos modales también llamativos, es su capacidad para despertar admiración e infundir el deseo de imitación por el resto, incluidas las clases más altas.
Por supuesto, el hecho de que toda la población, incluida la más poderosa, imite a una parte de la misma no comenzó en el siglo XIX. El fenómeno por el que la nobleza y alta sociedad se vistieran como el pueblo o una parte del pueblo ya existía con anterioridad, es el caso de los sans-culotte francés o el majismo español. Sin embargo, el concepto del dandi se diferencia de los sans-culotte o el majismo en dos aspectos, según Azúa: el dandi fue un pionero en el concepto de celebridad, es decir, personas que viven de su imagen y presencia, sin tener propiedades u oficio que le proporcionen una renta periódica. En segundo lugar, los dandis fueron un lejano precedente de lo que hoy se conoce como tribu urbana, para referirse únicamente a personas que se reconocen entre sí y se diferencian del resto por su vestimenta.
Para que un personaje como el dandi pudiese aparecer es necesario una transformación social como la que se vivió en el paso de la Edad Moderna a la Edad Contemporánea. Al menos es necesaria una transformación de tres aspectos: aparición de gran variedad de artículos, facilidad para adquirirlos y que una nueva clase social, con nuevos valores, tomase las riendas de la sociedad. Para conseguir unos cambios así de profundos se requieren varias revoluciones simultáneas, en el sistema productivo, en la distribución, en las transacciones comerciales... pero quizá la más drástica de todas sea en el sistema de valores.

## Revoluciones y destrucción de los valores tradicionales
El fenómeno del dandismo no se hubiese producido, o de haberse producido este hubiera sido muy esporádico, de no haber alcanzado el grupo social que lo creó el puesto de líder social. Habría llegado a ser una moda pasajera, en el mejor de los casos, quizá imitada por parte de las clases dirigentes como lo fueron otras; pero no hubiese podido implantarse en toda la sociedad masculina y perdurar hasta el siglo XXI en algunas facetas.
Tres grandes fenómenos sociales o revoluciones hicieron posible los tres grandes cambios que permitirían el nacimiento del dandismo. El primero fue fruto de las revoluciones francesa y estadounidense que casi exterminaron a la nobleza y a la monarquía, con sus modales versallescos y su atuendo francés. El segundo cambio lo traería la Revolución Industrial y acarrearía una doble consecuencia al aumentar la oferta de casi todo, haciendo más fácil poder elegir, pero más difícil combinar correctamente la creciente variedad de ropa y calzado. Además encumbrando al grupo social que logró ese incremento de la oferta, es decir, la burguesía, con sus valores de eficiencia y sobriedad. Por último, estaría el cambio producido por la Revolución Monetaria con el dinero en forma de papel moneda, para poder realizar fácilmente todo tipo de transacciones y así permitir poner precio a casi todo, incluida la propia imagen, algo inconcebible antes.

### Revoluciones francesa y estadounidense

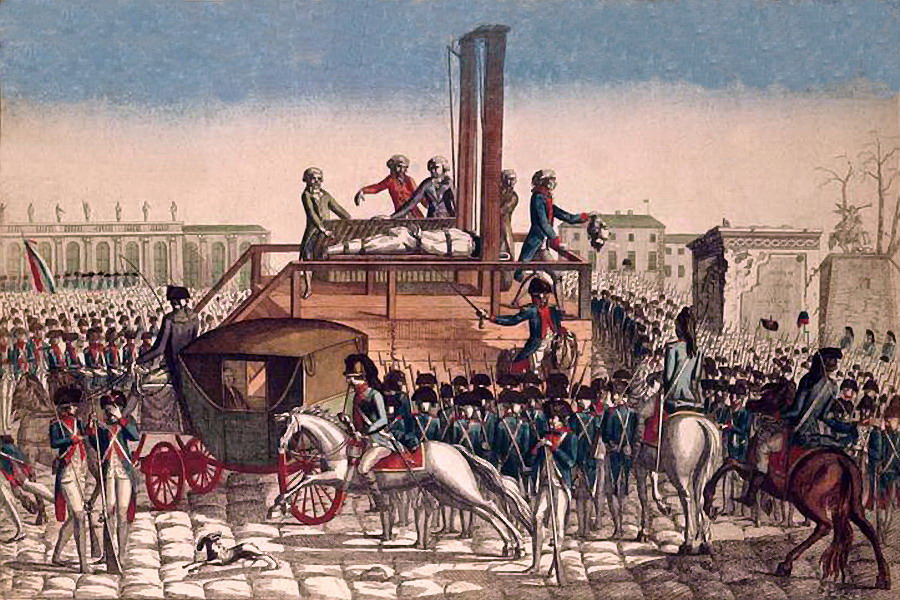
Ejecución de Luis XVI. La Revolución Francesa con la destitución y ejecución de su rey acabó con muchos antiguos valores.

En 1789 dio comienzo la Revolución Francesa y trece años antes se había firmado la Declaración de Independencia de Estados Unidos. De esta forma dos países se proclaman repúblicas y rechazan tener un rey como máximo mandatario. Siendo la primera vez que se juzga, depone y decapita a un monarca en Europa. Oliver Cromwell ya luchó contra Carlos I de Inglaterra que también fue juzgado y decapitado; pero lo fue como rey, no como un ciudadano más, depuesto por el pueblo de un título entregado quizá por Dios.
Los movimientos franceses y estadounidenses marcaron varias diferencias con movimientos anteriores, diferencias de importancia para el surgimiento del dandismo, o más apropiadamente, para que la clase dirigente hasta entonces dejara paso a otra con nuevos valores. Cuatro son especialmente relevantes para el tema tratado:
1. El jefe del estado ya no será una persona designada por su nacimiento y su sangre, sino un ciudadano del pueblo elegido por el pueblo. Según la Declaración de los Derechos del Hombre y el ciudadano de 1789 en su artículo 3 se afirma:[20] «Ningún cuerpo, ningún individuo, pueden ejercer una autoridad que no emane expresamente de ella [de la nación]». Sin embargo, este cambio se dio menos en Francia y más en Estados Unidos, país que terminó en una democracia y no en un imperio con Napoleón Bonaparte como emperador.[n. 7]
2. En Estados Unidos, Francia y seguidamente en otros países, desaparecen muchas prohibiciones en el vestir. Prohibiciones que siempre existieron para diferenciar los distintos estamentos sociales, como lucir la toga en Roma[13] o la prohibición de poseer y portar armas por todos los ciudadanos en los países europeos.
3. Para historiadores como McPhee (2002, p. 218), la aristocracia en Francia es retirada de los puesto de poder tras una campaña que concluiría en exilios, encarcelamientos o ejecución. En Estados Unidos la aristocracia no llegó a formarse nunca como tal, entendiendo por «aristocracia» la definición recogida por la Real Academia Española.[n. 8] En el Reino Unido perduró durante largo tiempo, pero también sufrió fuertes cambios.[22] Incluso en España, país poco industrializado y con escasa burguesía, los aristócratas también veían con nostalgia los tiempos en que los máximos valores eran la honra y la fidelidad al monarca, como se puede leer en el Castellano Leal.[23][n. 9]
4. La Iglesia es desposeída de buena parte de su poder. Francia pasa a ser una república laica y en Estados Unidos existe separación de la Iglesia y el estado, además de libertad y diversidad de cultos. Por lo tanto, la Iglesia sigue poseyendo influencia social, pero mucho menos que antes, porque sus dictámenes éticos y morales ya no serán escuchados y seguidos con tanta fuerza, en especial pierden fuerza la honra, la salvación del alma y algo de gran importancia para una sociedad capitalista, lo pecaminoso de la usura.[n. 10]

Ciertamente, las transformaciones no fueron inmediatas y en varias cortes, como la española, siguió utilizándose la vestimenta francesa de casaca y calzas. Donde más cambios se sufrieron fue en Francia y en el Reino Unido, razón por la cual la mayoría de los dandis serán franceses y británicos, también de otras nacionalidades, pero debido a lo aprendido en estos países.
Como es lógico, la sociedad seguía necesitando dirigentes y el estamento más preparado para ocupar el lugar de monarcas y nobles era la burguesía. La burguesía como tal es muy antigua, data de la Edad Media como indica su propia definición;. Si en los siglos XVIII y XIX ocupó el Poder no se debió solo a que los anteriores mandatarios habían sido decapitados, encarcelador o estaban en el exilio, los mandatarios que quedasen podrían haber cambiado de atuendo y modales para seguir en el mismo puesto. Si la burguesía tomó las riendas es porque los burgueses eran los que dirigieron e hicieron posible la siguiente revolución.

### Revolución industrial
La burguesía en general se asienta como clase selecta y dirigente por méritos propios gracias a la implantación de la Revolución industrial. Pero este fenómeno no se limitó únicamente a encumbrar burgueses y dandis burgueses. Con la invención de las máquinas autopropulsada, la producción en cadena o la distribución regular, aparecieron muchos cambios sociales y económicos que afectaron a una sociedad ya de por sí desconcertada por los distintos tipos de revoluciones. Algunos de aquellos drásticos cambios fueron:
- El aumento de riqueza en forma del abaratamiento de los productos como ropa o calzado, con lo que se ampliaba la diversidad y también la capacidad de ser adquiridos por mucha más gente. Existe el caso de las prendas tradicionales de Hispanoamérica, copiadas por los ingleses y producidas a mucho menor costo, como el poncho argentino que valía siete pesos cada uno confeccionado en Argentina y los británicos lograron fabricarlos y venderlos por tres, obteniendo beneficios pese a todo.[26]

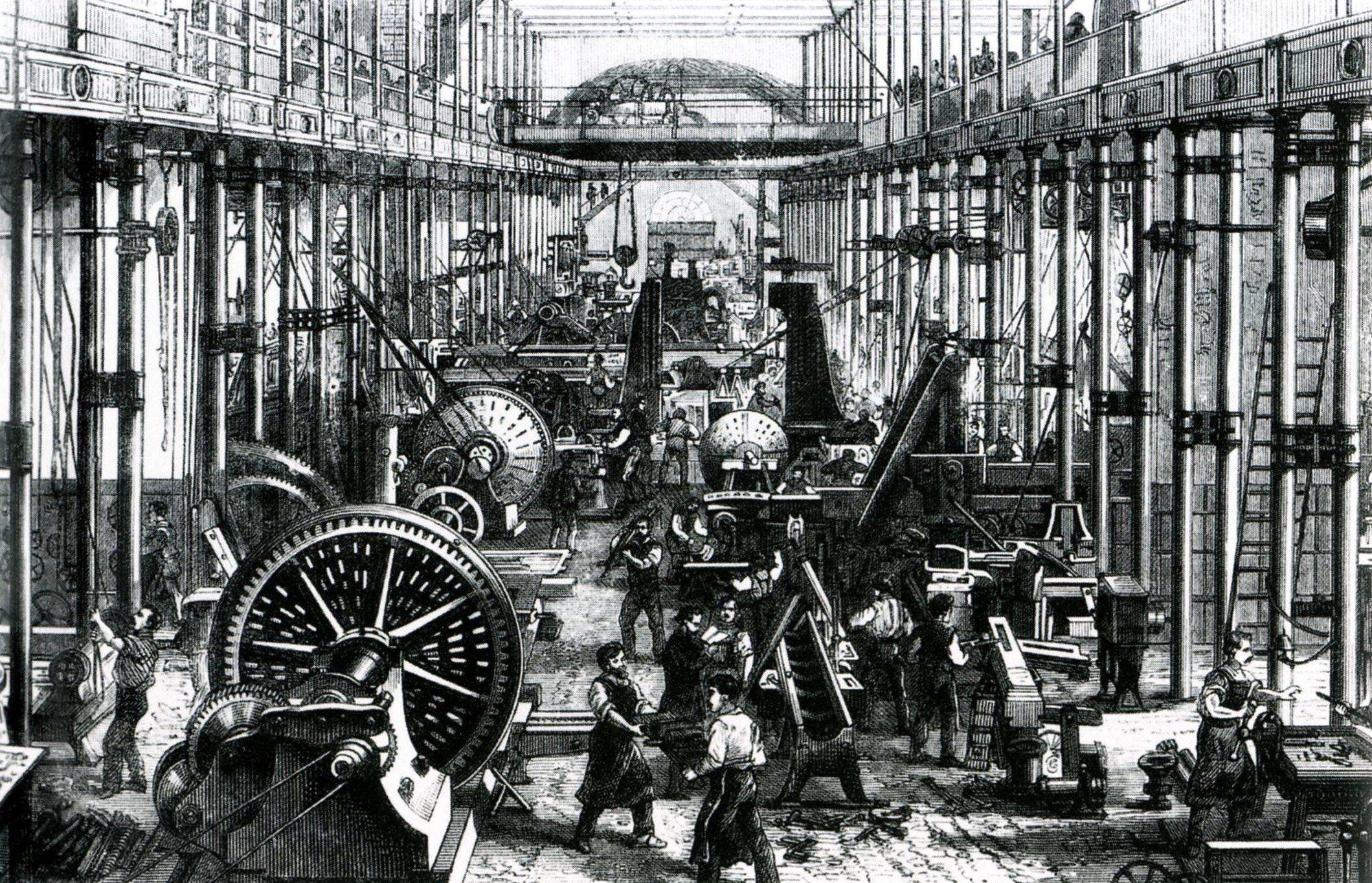
Fábrica de Richard Hartmann en Chemnitz, Sajonia. La Revolución Industrial trajo muchos cambios, entre ellos el triunfo de la burguesía que la hizo posible.

- Fábrica de Richard Hartmann en Chemnitz, Sajonia. La Revolución Industrial trajo muchos cambios, entre ellos el triunfo de la burguesía que la hizo posible.La posibilidad de elegir entre colores reservados anteriormente a las clases más pudientes. Durante los siglos XVIII y XIX aumento considerablemente la producción y distribución de tintes tradicionales, por ejemplo, las explotaciones del palo campeche, tinte natural proveniente de México, multiplicaron por ocho su producción entre en los primeros veinte años del siglo XIX.[27] El palo campeche y su tinte, que lograba dar un color negruzco a las prendas, resultó importante porque los dandis impusieron desde entonces hasta hoy el negro como el color de la elegancia para el hombre.[4] Más adelante surgirían los tintes sintéticos gracias al descubrimiento de la anilina, derivada del nitrobenceno, de menor precio aún.[28]
- La transformación de las costumbres y de los estilos de vida fueron muy profundos y muy rápidos, pese a que la sociedad industrial y preindustrial convivieron durante muchas décadas.[25] Estos cambios se debieron a novedades como la popularización de los medios impresos, los horarios fijos o la irrupción en la vida cotidiana de las mercancías. Lo que conllevó inevitablemente a que los viejos valores y modelos de la nobleza o el estamento militar dejan de ser un referente, para ocupar su lugar otros como la velocidad, el cumplimiento de los plazos, la fiabilidad de los productos y servicios o el capital, el cual permitía la contratación de materias primas, maquinaria o mano de obra.[25] Todos ellos pasaron a tener mucha más importancia que la citada honra, el valor en el campo de batalla o la fidelidad al rey.[n. 12]

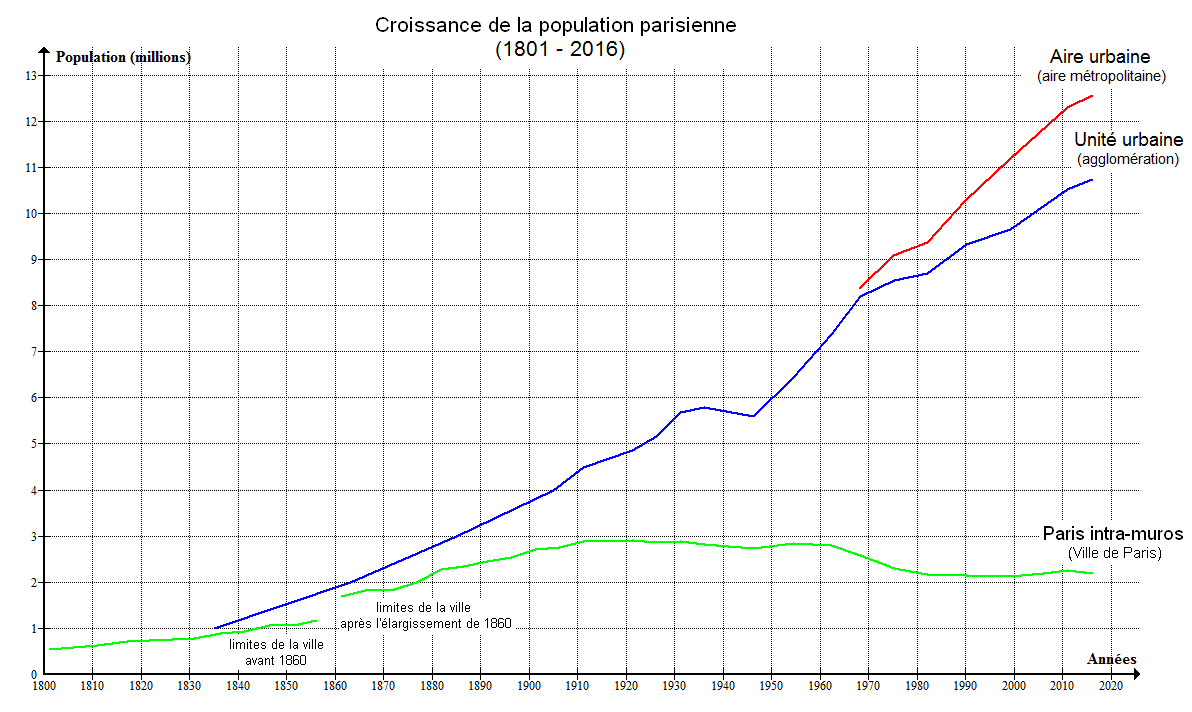
Evolución de la población parisina desde 1800.

- La ciudad se fue convirtiendo en un referente. La revolución industrial trajo también una revolución agraria y un incremento de la población nunca antes alcanzados,[29] incremento que se vivió sobre todo en las ciudades (ver gráfico de París). No solo por encontrar trabajo en ellas, está por ver si mejor pagado o con mejores condiciones, también por ser el lugar donde adquirir los nuevos productos y servicios. Además la ciudad era y es el mejor sitio para estar al día de las nuevas tendencias y nuevas ideas viendo a quienes las ensayan y difunden, punto este de vital importancia para la existencia del dandismo y de personas que vivían o malvivían de su imagen.

Por lo tanto, la Revolución Industrial acarreó, además de un amento en la oferta, el crecimiento de la burguesía. Un incremento no solo en cantidad, sino especialmente en poder e influencia de la misma, pues los burgueses pasaron de ser orfebres, comerciantes o cambistas, a propietarios de empresas vitales para la economía de sus ciudades o países, reuniendo capitales de varios millones de la época, con decenas de empleados o incluso más. Como ejemplo podemos poner a Richard Hartmann que pasó de trabajar en un taller ubicado en su casa a poseer varias naves con decenas de empleados dedicados a la fabricación de máquina-herramienta. Esto va haciendo a la burguesía más importante, no ya solo por el dinero que mueven; sino también por el poder que acaparan al contratar y despedir, haciéndolos inevitablemente referentes sociales.
La burguesía seguirá siendo denostado durante algún tiempo, tanto por los antiguos líderes sociales como por los románticos. Pese a ello también comenzó a recibir reconocimientos públicos, nuevamente nombramos a Hartmann quien fue condecorado dos veces por su rey como un pionero que contribuyó decididamente a traer la Revolución Industrial a Sajonia. Honores impensables unas décadas antes para una persona que se ganaba la vida fabricando máquinas y trenes de engranaje.
Los burgueses, como cualquier colectivo que gana el dinero con su trabajo y no por medio de rentas, acostumbraban a no gastar demasiado en adornos innecesarios propios de la nobleza, como los ya comentados brocados, maquillaje, puntillas, etc. Asimismo, el trabajo y las virtudes del mismo, como la eficiencia, constituían sus principales valores. Por último, la vida en la ciudad no les causa especial trastorno porque a las ciudades llegan antes y con más facilidad las mercancías, se podían encontrar más rápidamente profesionales y dar salida a sus productos o servicios.

### Revolución cotidiana

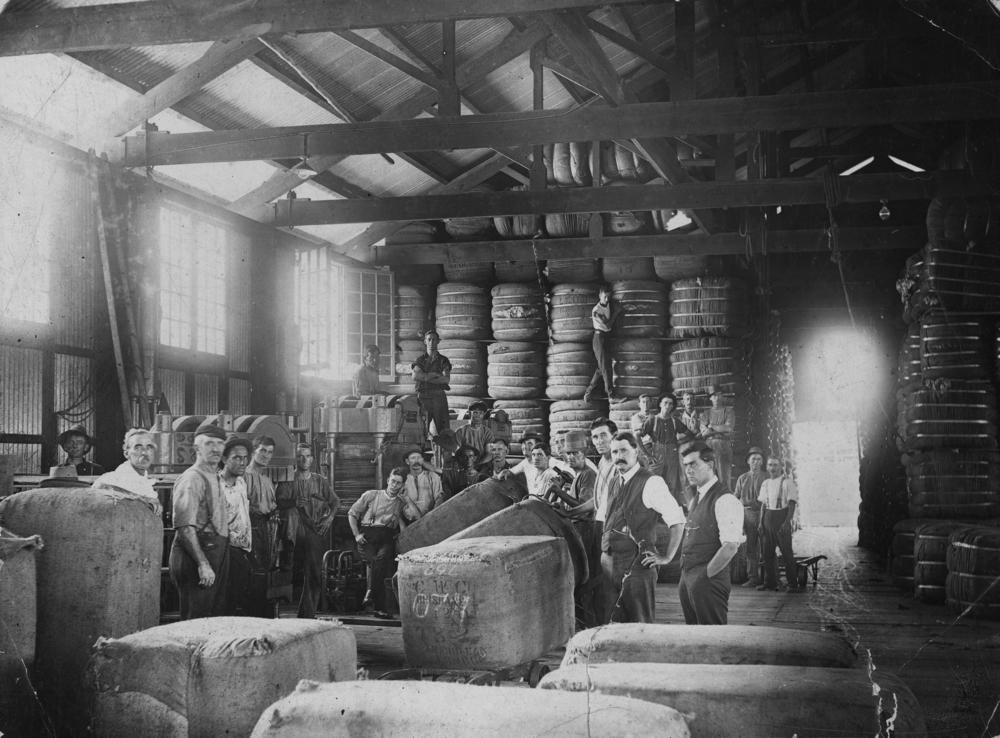
Almacén en 1917 con fardos de lana para ser enviados a Londres. Instalaciones como estas eran muy raras antes de la Revolución industrial.

Aparte del choque cultural que produjeron los nuevos inventos, la Revolución industrial agilizó mucho el transporte y con él la llegada constante de mercancías. Si bien, siempre ha existido el comercio y con él las mercancías, sería el caso de la ruta de la seda, en el siglo XIX es cuando las mercancías se multiplicaron.
Otro paso más lo da una incipiente mercadotecnia. Lentamente aparecen las marcas para diferenciar unas mercancías de otras. Dichas marcas irán adquiriendo un prestigio para el que las fabrica y, con más tiempo aún, para el que las luce. Este concepto actual de marca es el que los dandis comenzaron a aplicárselo a ellos mismos, los que pudieron. Así Brummell no llegó a tener un trabajo fijo tras dejar el cuerpo de Husar, ni percibió una renta más allá de la herencia familiar, pero fue bien pagado por ir de feria en feria por Francia mostrándose. Asimismo, fue admitido en el White's, el club masculino más prestigioso de Londres, y a la edad de 20 años, sin tener oficio ni ascendencia de relevancia y tampoco mostrar un talento especial. Pese a todo, la cita de Kelly recogida por Page-Fort expresa el motivo: según la forma en que se vestía ya era suficiente para considerarle todo un gentlemen, es decir, su imagen era suficiente para conseguir privilegios. Ciertamente no puede considerarse que algo así pueda generar los actuales derechos de imagen, pero para estudiosos como Azúa, abre la puerta para reclamar en un futuro más o menos lejano esos derechos. Incluso, dentro del club White's constituyeron lo que podíamos llamar otro club para ver y opinar sobre la vestimenta, club que tenía sus privilegios y prerrogativas propias. Así comenzó a forjarse la idea de que las mejores apariencias eran susceptibles de algún tipo de premio, en principio meramente informal y honorífico, pero que ya despertaba la necesidad de indicar quien era el iniciador de dicha imagen y quienes simplemente la copiaban. Con el tiempo vendría cobrar por dejar reproducir la imagen como cualquier otra mercancía.
Todas estas facilidades trajeron una mayor diversidad en casi todos los aspectos y el vestir no fue una excepción. Nuevas botas, nuevas formas de guantes, nuevas capas, nuevos sombreros, etc. Todo empezaba a ser distribuido por almacenes de ropa confeccionada y pasajes comerciales.
No obstante, el cambio no consistió solo de ofrecer nuevos productos. Nacieron también las revistas de moda que difunden los modelos y los usos de ciudades como Londres, para los hombres, y París, para las mujeres. Este último punto es importante para el nacimiento del dandi; porque para publicar tendencias deben existir antes creadores de tendencias a los que seguir. Al mismo tiempo las revistas popularizan unas modas que obligaban a seguir innovando para no parecerse «al ordinario hombre de la calle» que diría el ya mencionado George Brummell.
Otra efecto traído por la multiplicación de las mercancías fue un nuevo concepto de mercancía. Con la introducción del transporte por vapor los suministros pasaban de una mano a otra muchas veces hasta llegar a su distribuidor final. Esto comenzó a inculcar lentamente la idea de que cualquier objeto posee un valor económico, además del que le da su propio uso.Marx (, p. 1959) diría que con el mercado una mesa se convierte en un objeto físicamente metafísico.

### Revolución económica

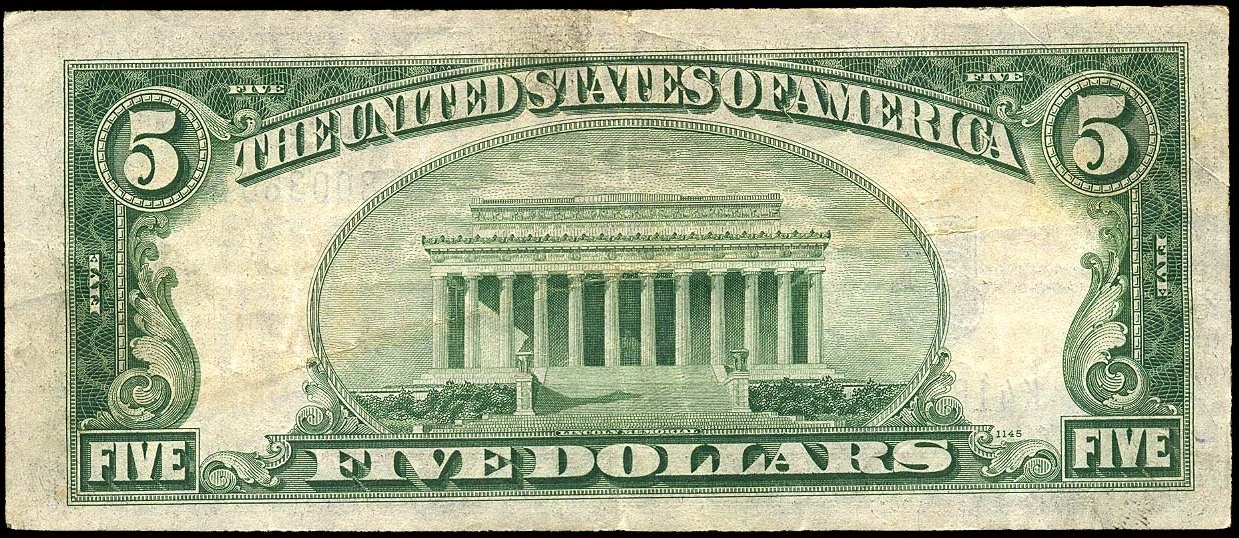
Billete de cinco dólares. La aparición del papel moneda indica la necesidad de disponer de mayores cantidades de dinero fácilmente transportable, porque todo tenía un precio, hasta la imagen.

La producción industrial trajo nuevos cambios:
- Con el nacimiento de maquinaria usada por muchos trabajadores al mismo tiempo. Aparecen los telares movidos por máquinas de vapor en grandes naves llenas de tornos, ruedas de engranaje, ejes... todos ellos elementos de cierto valor.
- Surgen los transportes navales y el ferrocarril en los que podían viajar decenas o cientos de personas a la vez, ya fuese en primera, segunda o tercera clase.[n. 15]
- Surge la producción en masa que requiere una forma de «pago en masa» tanto por intermediarios como por consumidores finales.[n. 16]

Para usar fácilmente todas estas innovaciones resultaba imprescindible un nuevo elemento: el dinero. Hasta la Edad Contemporánea grandes sumas del mismo solo las manejaban banqueros, diplomáticos, terratenientes o reyes y se utilizaban para grandes inversiones como la construcción de flotas, preparación de ejércitos, edificación de grandes edificios o el envío de embajadas a otras cortes. Con la Revolución Industrial se requieren diariamente sumas considerables de capital, razón por la cual la mediana y pequeña burguesía también necesitaba contar con pecunia para el mantenimiento diario de sus negocios, el trueque es mucho más lento.
La popularización del dinero en todos los estratos sociales hace necesario producirlo en algo fácilmente transportable, ya se imprime el papel moneda, y esto permite ponerle precio a todo de una manera rápida y fácil, con lo que se logra realizar muchas más transacciones que antes. Esta facilidad para poner precio a los bienes y servicios facilitará ponerle precio también a la imagen.

## Características
No resulta fácil asignar características de los dandis, pues algunos autores indican que nunca existieron como sí pudieron existir los cocheros o las damas de compañía. En otras ocasiones se confunde al dandi con otro estereotipo urbano;Page-Fort (2011, p. 8) afirma que en el siglo XIX se diferencian los dandy de los beau, siendo estos últimos los que no tenían que tomar muchos cuidados a la hora de vestirse, cosa que sí hacían los dandis a quienes no les valía solo con su conocimiento e inteligencia para conseguir una imagen sobresaliente.
Pese a todo, estas serían las características más ampliamente consensuadas.

### Miembro de la burguesía
Un denominador común a todos ellos sería el de su procedencia, o al menos su no procedencia. Los dandis no provenían de familias aristocráticas y en caso contrario solían ser aristócratas de nuevo cuño, tampoco eran originarios de clases sociales bajas. Puesto que los dandis eran burgueses o hijos de burgueses, no porque los obreros o campesinos sufrieran algún tipo de prohibición para serlo; sino porque solo las familias burguesas disponían de suficientes recursos para educación, vestido y, quizá lo más importante, preocupación por la imagen dada en su sociedad, ya fuese esta correcta o incómoda. Por supuesto existieron excepciones como la de Robert de Montesquiou.
Su extracción burguesa permite apreciar en ellos ciertas tendencias como:

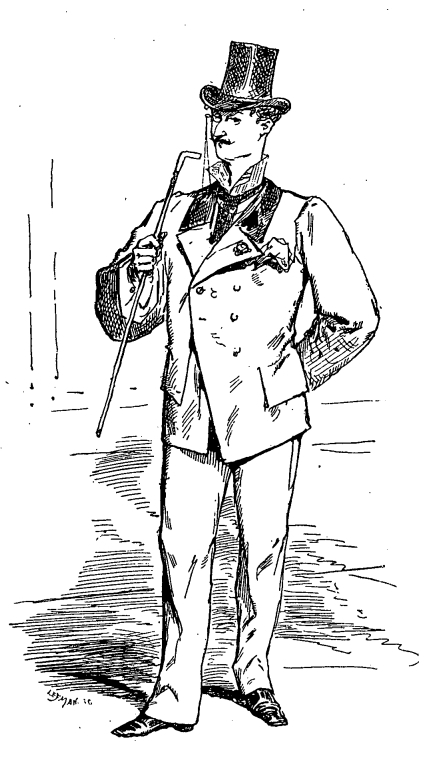
Dibujo de un dandi francés de 1874.

- No formar parte de un círculo cerrado por razones de sangre, más bien deben demostrar su valía, como hicieron sus padres, en una sociedad aún regida por ciertas aristocracias residuales que los despreciaba. Por ejemplo, William Brummell, el padre de George Brummell, ejercía de funcionario del tesoro;[39] el padre de Oscar Wilde era médico[40] y el de Charles Baudelaire un sacerdote que había colgado los hábitos viviendo de dar clase como profesor con cierto éxito, y su segundo padre ostentaba el rango de comandante del ejército francés.[41]
- Cierta relación con profesiones liberales como funcionarios de primer o segundo nivel, armadores, abogados, médicos, artistas etc. Profesiones todas ellas que demandan cierta formación académica para poder ser ejercidas; esta exige e imprime cierto conciencia de eficiencia, al contrario que la Cultura con mayúsculas que puede o no ser utilizada. Tanto los dandis como sus padres se preocupaban de su formación: George Brummell acudió al prestigios Colegio de Eton y en la Universidad de Oxford,[42] la misma universidad donde cursó estudios Oscar Wilde, otro tanto podría decirse de Charles Baudelaire y especialmente dandis que solo lo fueron en su juventud, como Benjamín Disraeli, al que se le atribuyen los logros de involucrar nuevamente a la deprimida soberana británica en los asuntos de estado, consiguiendo «que la reina Victoria fuese victoriana».[43]
- Personas netamente urbanas, lógicamente pues la burguesía nació en las ciudades y es en ellas donde mejor se desarrollan sus actividades. La diferencia con otros «urbanitas» es que los dandis no despreciaban la vida urbana, como sería el caso de los románticos.[8] Las ciudades permitían el contacto con muchas más personas e ideas, por ejemplo los club ingleses; además, claro está, de ofrecer más posibilidades para visitar almacenes, exposiciones, ferias de muestras y otros escaparates públicos.
- Muy relacionados con los avances de la época. No añoraban un mundo pasado destruido por los nuevos inventos y costumbres. Antes al contrario, solían incorporar esos inventos y costumbres a su vida cotidiana y más aún, a su imagen. Sería el caso de los pantalones, la fotografía, los viajes en tren... Demostrando también, que dominan todos esos nuevos aportes, siendo un ejemplo de integrados según la definición dada por Eco, es decir, aquellos que no teorizan sobre las ventajas de lo nuevo, las usan.[44] Así Baudelaire posó infinidad de veces ante las novísimas cámaras fotográficas con aspecto severo y solo en una ocasión posó trabajando,[45] indicando que los fotógrafos no le utilizaban a él, él utilizaba a los fotógrafos.
- Rechazo a su condición de burgueses y a esa vida de laboriosidad y eficiencia. Los dandis que continuaron siéndolo toda su vida sentían preocupaciones por la política o las letras; pero no por el trabajo de médico, industrial, abogado... Naturalmente los que dejaron de ser dandis se integraron en la sociedad por medio de sus empleos; pero los más famosos, Wilde, Byron, Baudelaire, continuaron malviviendo y murieron con menos de 50 años.[8]

### Ejemplo deintegrados
Con la aparición primero de la máquina de vapor, después el ferrocarril y más adelante la bombilla, surgió toda una ola de manifestaciones en contra de dichos avances y de los cambios que provocarían. Los intelectuales y artistas acusaban a la Revolución Industrial de traer inventos perjudiciales para la salud, de destruir la Naturaleza o posibilitar que mucha gente deambulara por el país sin nada que hacer.
La visión de los apocalípticos ha existido siempre, pero también han existido siempre los llamados «integrados». Así, los dandis se comportaron de una forma totalmente contraria a como lo habían hecho los romáticos, quienes ensalzando la vida en el campo y las regiones exóticas, apelando a valores como el heroísmo y el aislamiento de la sociedad. Los dandis plasmaban claramente las costumbres y modos de su clase social, reivindicaban su condición de personas urbanas que no sentían especial interés por los lagos escoceses, Turquía o el Ártico. Tampoco les importaba lucir en cenas y recepciones la prenda por excelencia de los revolucionarios franceses, los pantalones. Como último ejemplo, no tenían ningún problema en aparecer vestidos de blanco y negro, dejando boquiabiertos a los invitados que lucían los colores habituales. George Brummell se comportaba de esta manera sorprendiendo bastante pese a que su máxima fuera ser elegantes y pasar desapercibidos.

### Aristócrata del espíritu y de la imagen

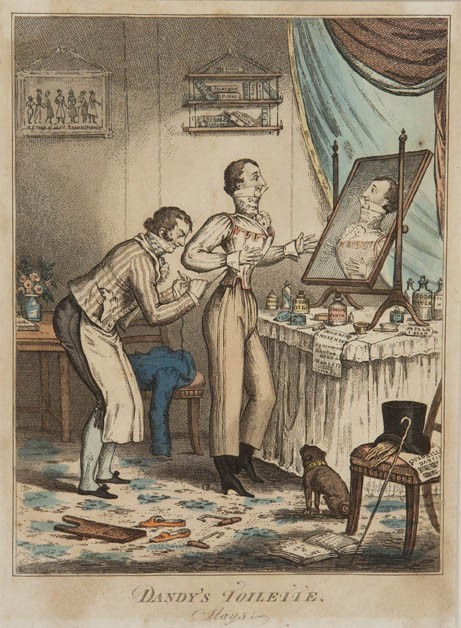
Caricatura de 1818 de un dandi arreglándose en su tocador. La caricatura muestra la gran cantidad de fragancias y que utiliza el dandi, por lo que es necesario poseer conocimientos de todas ellas.

Jorge Gomariz recoge la frase de Martí según la cual la burguesía era «la aristocracia del espíritu que en estos tiempos nuevos ha sustituido a la aristocracia degenerada de la sangre» dejando claro que ya la burguesía no se sentía por debajo de los aristócratas, los suplantó. Con la desorientación reinante, profesionales de segundo orden como serían literatos, pintores o empresarios comienzan a contar con una proyección social desconocida hasta entonces, no solo en su ámbito profesional, sino que todas estas personas van marcando los nuevos valores de una sociedad con muchos cambios y muy profundos.
En su caso, los dandis producen la misma suplantación de aristocracias, pero en el terreno de la imagen. El saber vestir pasa de ser una condición impuesta a la clase social de cada uno, muchas veces esa imposición era por ley, a ser una muestra de los conocimientos y el gusto individual. La mayoría de ellos, por no decir todos, guardaban con celo la procedencia de sus botas, sus bastones, pañuelos... como una barrera para quienes deseaban imitarlos. Es el caso de Baudelaire, quien llegaba a confeccionarse él mismo su traje.
Además se produjo el ya mencionado aceleramiento en el cambio de las modas. Mientras que prendas como la hopalanda o el paletoque siguieron en uso durante siglos, en el XIX parece producirse un vértigo de los cambios: surgen los pantalones, las levitas de frac y los chaqués reemplazan a las casacas, los chalecos reemplazan a las chupas... quedando todas esas prendas relegadas a la corte. Los dandis no eran únicamente los que sabían combinar y elegir lo mejor para su imagen, eran también quienes estaban al tanto de todas esas tendencias y cambios y no solo en el vestir, también en el comportamiento. Estos conocimientos y usos llevaron inevitablemente a formar dos tipos de personas, los que se movían con soltura en las modas y los que no, con infinidad de grupos intermedios. Mariano José de Larra, quien no sería un dandi, dedica todo el artículo del Castellano viejo a describir a este último tipo de personas de quienes los dandis trataban de diferenciarse lo más posible así decía: llama a la urbanidad hipocresía, y a la decencia monadas; a toda cosa buena le aplica un mal apodo; el lenguaje de la finura es para él poco más que griego.
Como cualquier aristocracia, formal o no, tiende a reunirse y expulsar a quien no pertenece a ella. La diferenciación en el vestir constituía una forma de conseguirlo. Para Félix de Azúa esta preocupación por la indumentaria perseguía también ubicarlos en un grupo determinado con un nivel superior, el de los entendidos. Así puede considerarse a los dandis los antecedentes lejanos del marquismo y, salvando las distancias, la prehistoria de movimientos como los teds, los mods o las actuales tribus urbanas, desde el punto de vista de ser personas que se identificaban entre ellas y buscaban diferenciarse de los demás por medio del vestir y no por medio de leyes.
La Revolución Industrial trae a un líder social nuevo que triunfa gracias a su saber hacer, pero también a su saber vender. De ahí a saber venderse o vender los derechos sobre su imagen solo resta un paso. Sin embargo, el adquirir la técnica de saber venderse a uno mismo quizá no sería suficiente si no se logra una diferenciación de los demás, diferencia que luego pueda ser explotada como hizo Brummell para ser considerado un gentleman sin necesidad de título. Para este fin de diferenciarse, el aumento de la oferta y la demanda juega un papel. Sin la variedad de modelos, tejidos y modas cambiantes, la figura del dandi no hubiera sido posible, o no de una forma tan llamativa como lo fue, debido a que no se hubieran convertido en un referente de lo último en el vestir, no existiría ese «vértigo» en los cambios. En el siglo XVII, por ejemplo, las modas también variaban, Con los cambios vividos en la época de la Revolución industrial aparece la pregunta «¿Qué se lleva ahora?».

### Marcador de las modas

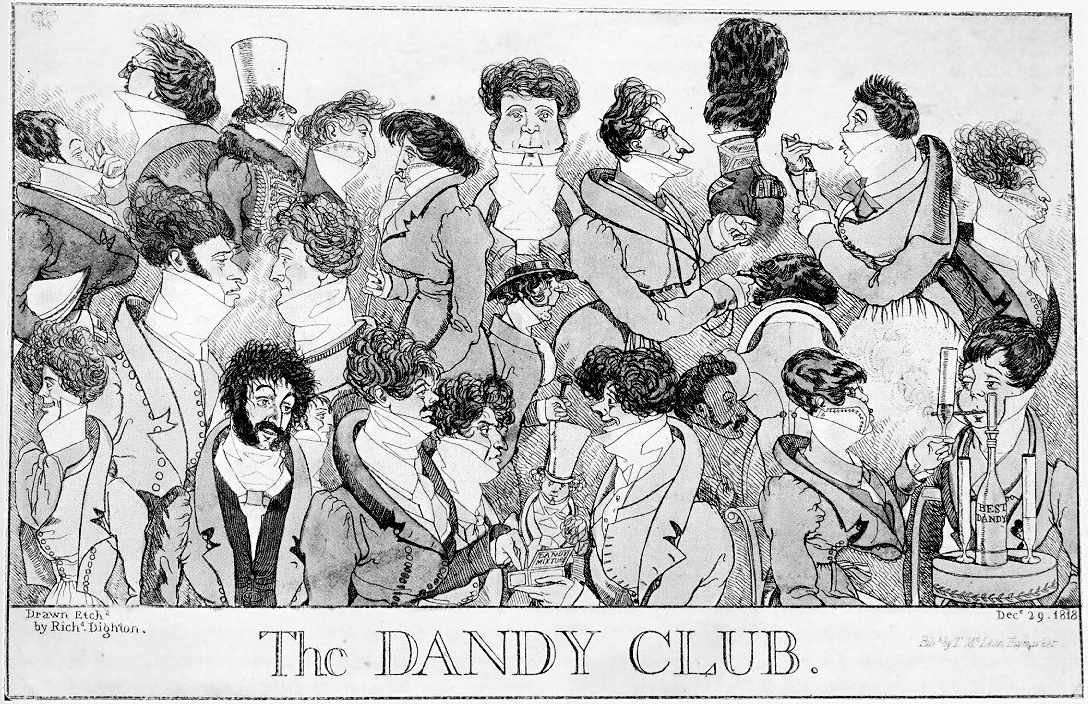
Caricatura de un club dandi en 1818. El uso y abuso de corbatas de cuello alto eran criticadas en su época, pero fue una moda que contribuyeron a imponer.

Una de las facetas por la que más se conoce a los dandis es por su influencia en el vestir. Esto es así de forma intencionada porque buscaban la notoriedad. George Brummell ya sorprendió luciendo el pantalón largo frente a los habituales calzones cortos con medias. A esta prenda se puede añadir las prendas de cuello en forma de pañuelos anudados, costumbre introducida por los dandis y criticada en alguna ocasión por los caricaturistas de la época. Sin embargo, uno de esos pañuelos, la corbata traída tiempo atrás por mercenarios croatas, permanece hasta nuestros días como prenda masculina por antonomasia.
Pese a todo, se puede caer en el error de pensar que su estilo de vestir era muy recargado, cuando fue lo contrario. La sobriedad y el desprecio por los adornos fueron dos de las principales novedades que introdujeron. En un mundo como el del siglo XVIII, donde los hombres lucían ostentosas prendas de varios colores y usaban maquillaje, los dandis de 1800 aportan la idea de la sencillez, que no simplicidad. Brummell sorprendió luciendo el blanco y negro; el conjunto de calzón hasta la rodilla y zapato de tacón es sustituido por el pantalón largo, muchas veces dentro de la bota. En busca de esta sencillez desaparecen las pelucas, los puños bordados o las condecoraciones. En definitiva, toda una moda que ha perdurado hasta nuestros días con escasos cambios.
No obstante conservan elementos desechados más adelante: el bastón, el sombrero de copa, los guantes de piel y las levitas de chaqué o de frac, que inicialmente se utilizaban tanto por la mañana como por la noche, irán quedando relegadas a partir de 1900 cada vez más a gala o eventos especiales o fueron sustituidas por otras aún más sencillas y fáciles de llevar, como las levitas por la chaqueta americana, o directamente desechadas, como le sucedió al sombrero y al bastón.

### Personalidad conflictiva

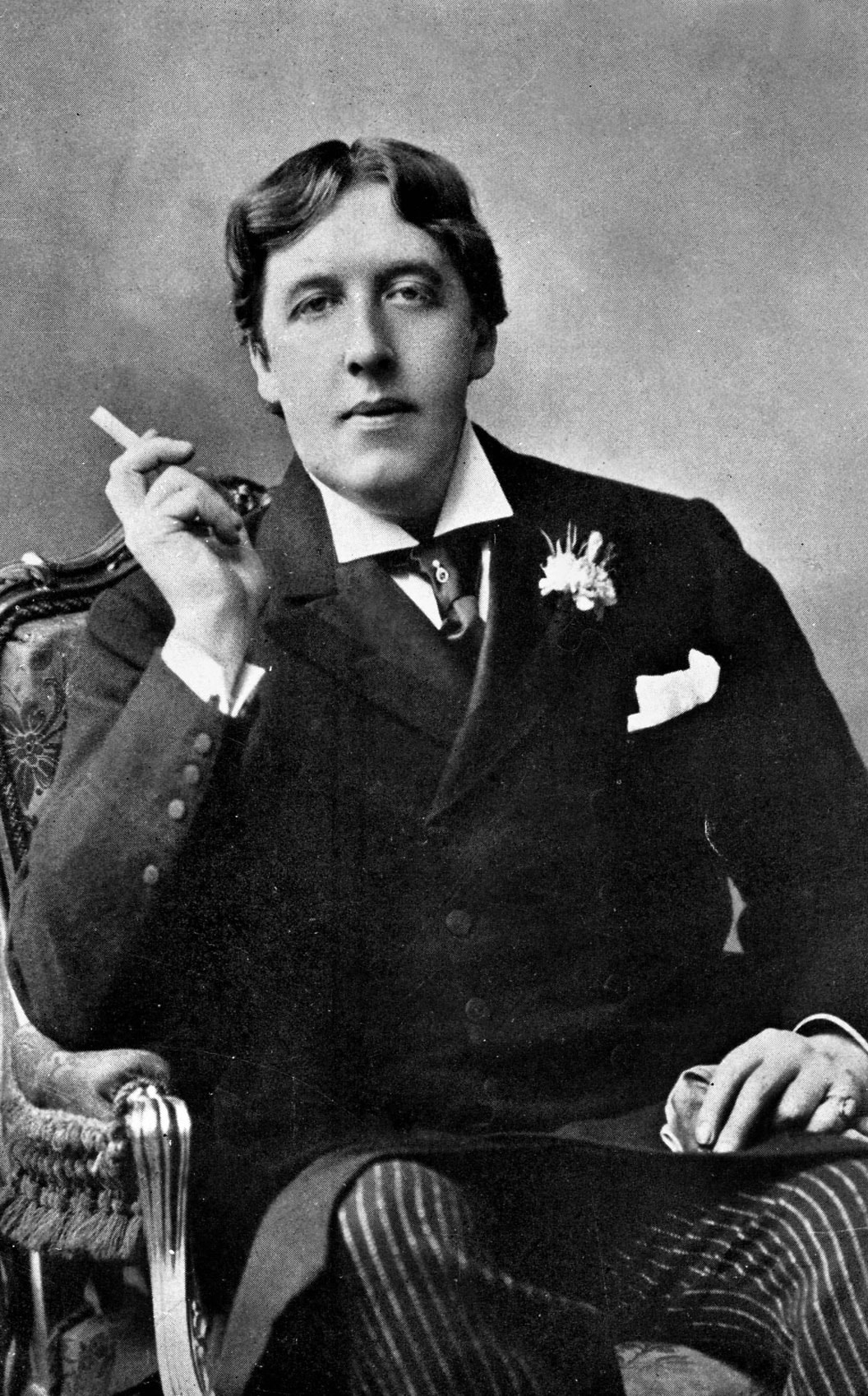
Oscar Wilde en 1890.

Los dandis eran, e incluso buscaban ser, personas fuertes de carácter, incluso dando respuestas altaneras, manteniendo actitudes altivas o siendo directamente polemistas. En el caso de literatos como Baudelaire o Byron resulta normal por ser algo común a muchos artistas; pero no es así en personas como Benjamin Disraeli que no ejercía ninguna de estas profesiones y entró en el partido conservador en parte para reformar su imagen. Este detalle les traería problemas a muchos de ellos en los altos ambientes donde se movían y a los que en el fondo no pertenecían; pero al mismo tiempo los convertían en lo que hoy se conoce como una Celebrity o, por decirlo de una manera coloquial, personas que no eran famosas por su profesión sino de profesión famosas.
Un ejemplo de esta personalidad, real o creada, se plasma en su oposición a las tendencias intelectuales de la época. Sería el caso de no ensalzar el campo o la Naturaleza, incluso llegando a despreciarlo. Es muy citada la respuesta de Brummell cuando se le preguntó por su lago escocés favorito: se giró hacia un camarero y preguntó «¿cuál es mi lago favorito?». Otro caso de altanería lo protagonizó Benjamin Disraeli, ya reformado en primer ministro de Gran Bretaña, que llamaba a la reina Victoria «hada», lo cual constituía una desfachatez.
Como referentes que pretendían ser, llegaban a realizar desplantes e incluso actos de grosería. De esta forma Lord Byron no tenía reparos en mantener una relación conocida y notoria con la esposa del primer ministro británico Lord Melbourne, una persona de una posición mucho más alta que la suya, aunque también un dandi o al menos lo había sido. De igual modo es muy conocida la orden de Brummell al príncipe regente de Gran Bretaña con su frase «toca tú la campana» cuando aquel le pidió que hiciese sonar una campanilla para llamar al servicio durante una reunión social, lo cual constituía una ofensa pública.
Por esta separación de lo cotidiano o lo mundano, el sentirse y hacer ver que se situaban por encima de los demás, el desdén por las normas hasta entonces establecidas... los terminaba convirtiendo en marginados sociales o los hacía renegar de sus principios para integrarse. Por tanto, era predecible la suerte que les aguardaba si no renunciaban.

### Fracasado en la vida
El hecho de presentarse como un símbolo contra la época victoriana o la Francia decimonónica terminó acarreando a muchos dandis numerosos problemas con un mundillo en el que no tenían raíces profundamente asentadas, en frase de Page-Fort.
Otra opinión es la de Félix de Azúa, para quien algo que los dandis no soportaban era triunfar en la vida; pues, de esa manera, demostraban no ser un referente sino personas dóciles. Naturalmente no todos fueron consecuentes con su imagen y dejaron de serlo, al menos en la mayoría de sus actuaciones, como hizo el ya referido Benjamin Disraeli, quien llegó a ser primer ministro de Gran Bretaña.
Sea por su no saber estar en sociedad o por deseo propio, la mayoría de los dandis acabaron mal, según Félix Azúa:
- George Brummell terminó sus días arruinado, viviendo con una renta miserable entregada por viejos amigos y en una institución mental incapaz de controlar sus funciones corporales.[57]
- Charles Baudelaire falleció infectado de sífilis a los 46 años, tras años de sobrevivir con sus trabajos literarios.[58]
- Lord Byron murió de fiebres después de haber sido traicionado por los revolucionarios griegos a los que trataba de pasar armas. Las vendieron a los turcos.
- Oscar Wilde expiró a los 46 años, mantenido por su mujer que no le había permitido ver a sus hijos.[59]

## En la actualidad
No resulta fácil decir si el dandismo ha llegado a su fin o siguió vigente en las sociedades del siglo XX y XXI, especialmente escuchando a profesores como Azúa, quien mantienen que fue un ideal literario.

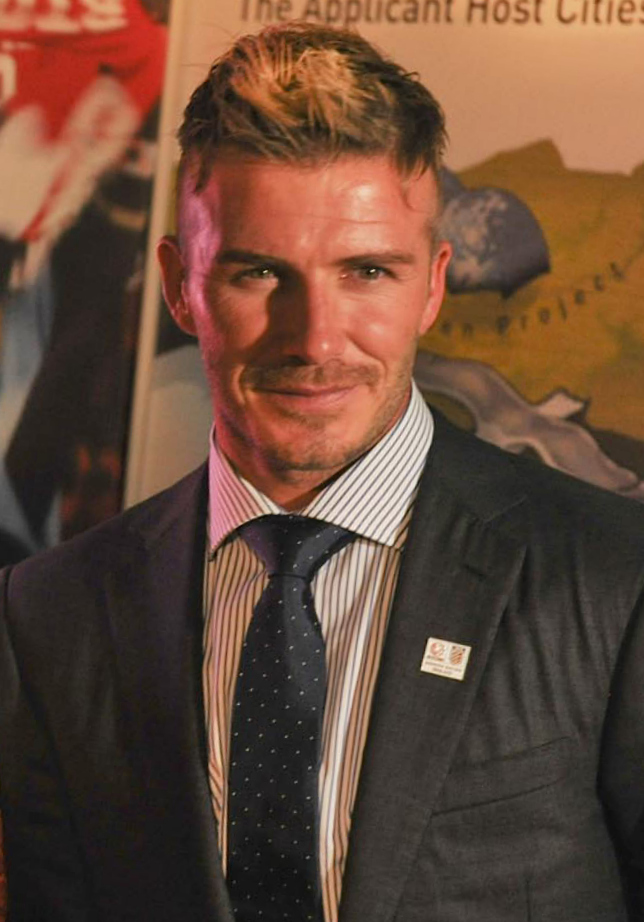
David Beckham, un dandi actual para Félix de Azúa.

Aceptándose la premisa de que sí hubo dandis como tales, puede afirmarse que su impronta desapareció, o al menos perdió fuerza, con la guerra franco-prusiana de 1871. Conflictos como este, donde grandes ciudades como París son bombardeadas, no resultan un buen lugar para personas preocupadas por su imagen. Mucho más perjudicial para el dandismo sería la Primera Guerra Mundial, contienda que movilizó ingentes masas de población e involucró a varios países, tanto de Europa como de América.
Otra circunstancia que provocó el fin del dandismo fue el asentamiento de los valores. En el momento que sus formas de vestir se implantaron muchos de ellos dejaron de sobresalir sobre los demás. Así mismo, la fragmentación de la sociedad llevó a la desaparición de la burguesía como tal o, según Palmade (1993, p. 296), a la mutación de la misma en la clase social media-alta o clase alta, de la que el mejor exponente sería el alto directivo.

### Posibles nuevos dandis
Los locos años 20 trajeron un resurgir del dandi gracias a la fuerza cada vez más creciente de Hollywood; así aparecen personajes como Errol Flynn o Clark Gable que lucen una vestimenta impecable, beben mucho y con estilo, se mueven en los mejores ambientes proviniendo de familias normales y llevan una vida dedicada a su imagen.
Con la Segunda Guerra Mundial el dandi o el mito del dandi comienza a desdibujarse por la entrada de nuevas figuras no tan claramente identificables con el estereotipo del siglo XIX. El yuppy de Wall Street cuenta indiscutiblemente con influencias del dandismo, pero no es un dandi como tal por su integración en la sociedad, entre otras excepciones.
En cierto modo, los dandis no han desaparecido si hacemos caso a la idea de Page-Fort, según la cual ahora serían celebridades. La existencia cada vez más omnipresente de los medios de comunicación de masas hace necesarias la existencia de personas extravagantes y de fuerte carácter para rellenar espacio en periódicos, revistas y televisiones. Siguiendo esta idea, personas como David Beckham o Jaime de Marichalar podrían considerarse dandis actuales o al menos aproximaciones a los mismos, solamente aproximaciones pues una de las características del dandi es el no triunfar, en opinión de Azúa, cosa que no se puede decir del matrimonio Beckam. De la misma forma, en la sociedad actual ha entrado con fuerza la presencia de la mujer, creando también estilos en el vestir y en el comportarse. La existencia o no de dandis femeninas es un punto políticamente incorrecto que posee un apartado propio.

### Legado
Tres podrían ser los elementos heredados de los dandis:
- Libertad en el atuendo: sin duda los dandis aportaron, o contribuyeron a aportar, la nueva moda masculina mucho más amplia y libre que la dieciochesca nacida en Francia.[17] Ellos apostaron decididamente por los pantalones sueltos en lugar de los ceñidos calzones; por las levitas sueltas y sobrias o los chalecos sencillos sin brocados ni encajes. Siguiendo en la misma línea, los colores lucidos actualmente por los hombres en los trajes provienen de aquella época. Ciertamente se dan casos de trajes blanco marfil, pero lo más normal son los colores apagados como azul marino, negro, gris marengo o gris perla, una clara herencia del aporte que dejó el dandismo o que contribuyó a dejar. Se le atribuye a George Brummell la frase:

«Un hombre elegante nunca llama la atención por la forma en que va vestido».
(García Cabral, 1985)

- El nacimiento de la celebridad:[62] otro de los principales legados sería el surgimiento de personas que viven de su imagen y de lucirla en sociedad. En aquel momento como consejeros o compañeros de reyes o regentes y en la actualidad como ganchos para medios de comunicación buscados por grandes firmas patrocinadoras de actos y eventos.

- Los derecho de imagen:[8] por supuesto en el siglo XVIII y XIX no existían medios para captar imágenes, caso de las cámaras de fotografía o vídeo, por lo que estos derechos no podían exigirse. Lo que si se les debe a los dandis es esa idea embrionaria de cobrar por dejarse ver para después ser imitados, ya sea en forma de asignación permanente o en invitaciones a cenas y actos.

## El sexo de los dandis
En palabras de Page-Fort hombres preocupados por los modales y el vestir siempre llevarán un halo de sospecha sobre su orientación sexual. Más aún si se observa que algunos de los dandis más famosos, como George Brummell, nunca se casaron y otros se tiene constancia de su homosexualidad o bisexualidad. Sin embargo, estos casos pueden considerarse una excepción, pues algunos de los dandis más famosos fueron sumamente mujeriegos y tuvieron hijos.
Cuestión diferente sería la existencia o no de mujeres dandis. En principio los autores consultados, Adams, Jerrold o Page-Fort, no incluyen a mujeres entre los dandis del siglo XVIII y XIX. Según estos autores, el dandismo sería un fenómeno netamente masculino. Siguiendo con la idea de que el dandismo llegó hasta el siglo XX o incluso más, ese monopolio masculino desapareció con la revolución feminista producida tras la Segunda Guerra Mundial. Académicos como Azúa sí se muestran proclives a incluir entre los dandis, o el equivalente a los mismos en el siglo XXI, a Paris Hilton o a Victoria Beckham.